# American Political Science Review
A American Political Science Review é uma revista acadêmica trimestral revisada por pares que cobre todas as áreas da ciência política. É um jornal oficial da American Political Science Association e é publicado em seu nome pela Cambridge University Press. A revista foi criada em 1906.  É considerada uma revista emblemática em ciência política.